# Johannes Thysius
Jo(h)annes Thijs, gelatiniseerd Jo(h)annes Thysius, (Amsterdam, 1622 - Leiden, oktober 1653), was een vermogend Nederlands boekverzamelaar, die in zijn testament opdracht gaf tot de bouw van wat de eerste Nederlandse openbare bibliotheek zou worden: de Bibliotheca Thysiana in Leiden. Johannes Thysius stierf op 31-jarige leeftijd, maar de naar hem genoemde bibliotheek bestaat al meer dan 350 jaar.

## Jeugd en opleiding
Johannes Thysius werd op 14 juni 1622 gedoopt in Amsterdam. Hij kwam uit een rijke protestantse Zuid-Nederlandse familie. Moeder Elisabeth de Bacher, afkomstig uit een welgestelde familie, overleed in het kraambed. Vader Antoni Thijs, rijk geworden met VOC-aandelen, hertrouwde in 1627 met Magdalena Belten. Uit dit huwelijk werden verscheidene kinderen geboren. Antoni Thijs overleed in 1634.

Johannes groeide op bij zijn tante Catharina Thijs en Constantijn l'Empereur van Opwijck, de Leidse professor en raad van Johan Maurits van Nassau-Siegen  met wie zij in 1628 getrouwd was. Thysius ging naar de Latijnse school om de hoek. In 1635 ging hij in Leiden letteren en later rechten studeren. De erfenis van zijn ouders stelde hem in staat een financieel onbezorgd leven te leiden. Thysius promoveerde in Angers (1647) en Leiden (1652).

## Collectie

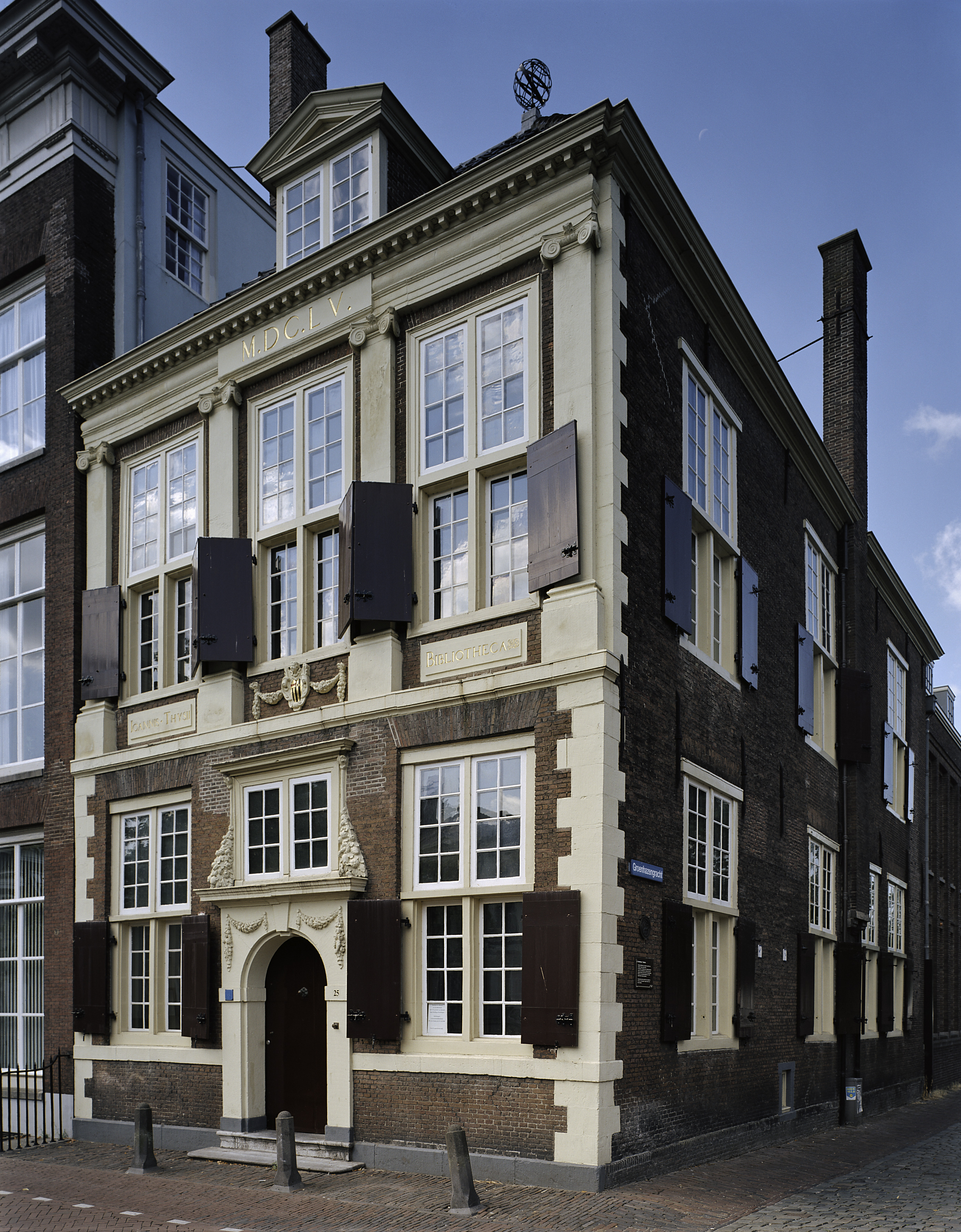
Bibliotheca Thysiana in 2003

In 1635 erfde Thysius een deel van de bibliotheek van zijn oom, de hoogleraar geschiedenis Jacobus Thysius. Dat was het begin van een passie. Thysius kocht boeken op veilingen en tijdens een lange reis door Frankrijk (Angers, Caen, Parijs) en Engeland (Oxford) tussen 1646 en 1648. Bijzonder aan de verzameling van Thysius is de diversiteit. Het lijkt wel of hij bijzondere boeken uit elk vakgebied probeerde in één verzameling te verenigen: cartografie, anatomie, letteren, muziek, theologie, astrologie, geschiedenis. Ook qua talen is de verzameling divers: uiteraard veel Latijn, de wetenschapstaal van de 17e eeuw, maar ook Grieks, Hebreeuws, Arabisch, Nederlands, Engels, Frans en Duits. Zelfs een Chinees boek (uit de 17e eeuw) ontbreekt niet.

## Bibliotheca Thysiana
De totale collectie van Thysius bevatte meer dan tweeduizend banden. Toch is niet het aantal het meest bijzondere van de bibliotheek -al was dat in de 17e eeuw een aanzienlijk en vooral kostbaar aantal. 
Twee dingen zijn bijzonder aan Bibliotheca Thysiana. Het gebouw is speciaal ontworpen als bibliotheek en zelfs speciaal op die plek in Leiden neergezet (hoek Rapenburg en Groenhazengracht), onder meer vanwege de gunstige en prachtige lichtinval. Ze is mede door geldgebrek in de tussenliggende eeuwen anno 2013 bijna gelijk aan de situatie in de 17e eeuw: een echte teletijdmachine (zoals Boudewijn Büch de Bibliotheca Thysiana ooit in het Algemeen Dagblad typeerde). Het andere bijzondere is dat Thysius de bibliotheek in zijn testament nadrukkelijk bestempelde als een verzameling "tot publijcke dienst der studie" en daarmee als openbare bibliotheek. Voorheen waren bibliotheken vaak onderdeel van kloosters of kastelen (geestelijkheid c.q. adellijke macht).

## Zie ook

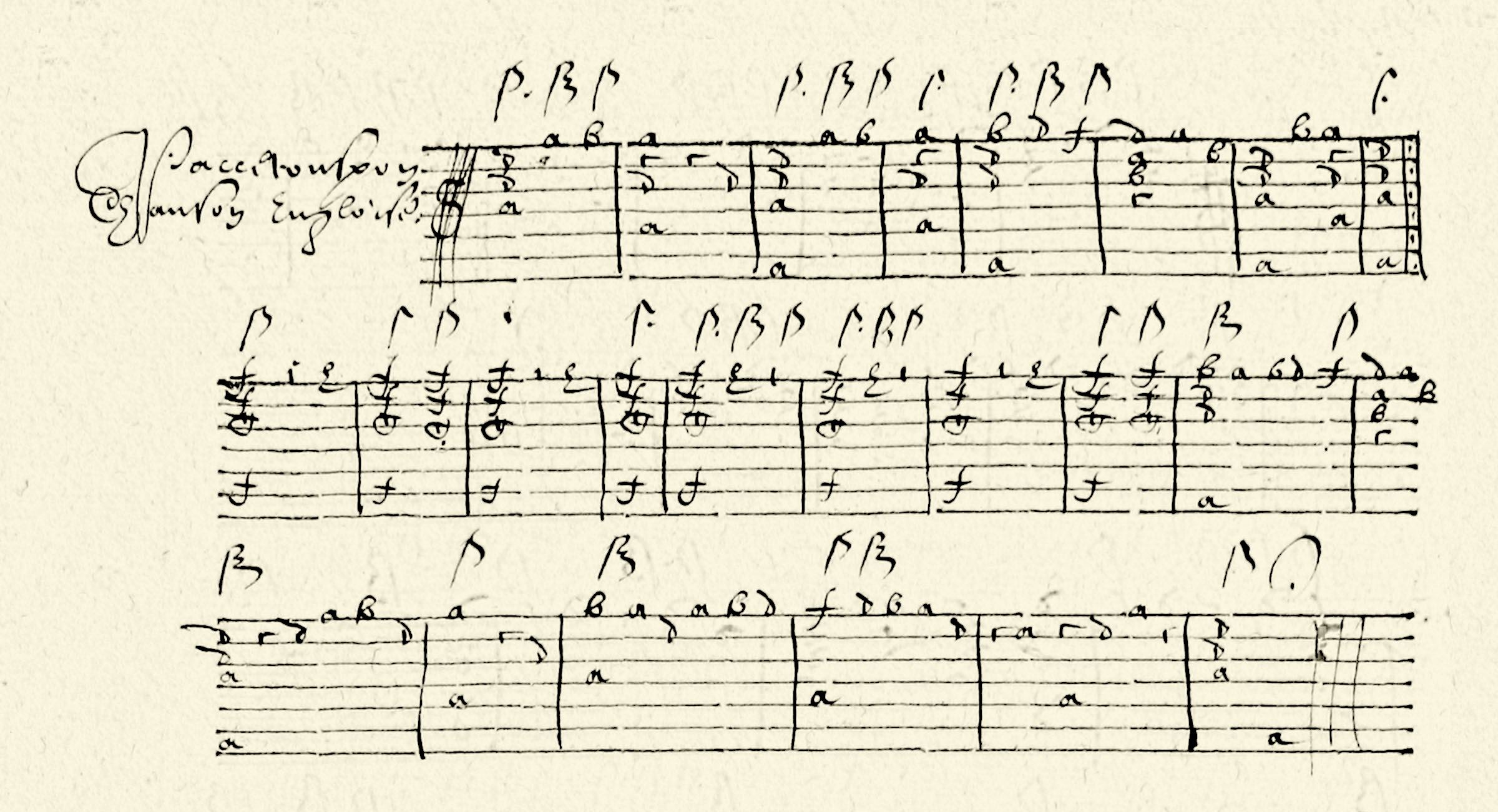
Engelse dans uit het Luitboek van Adriaen Smout; eigendom van Bibliotheca Thysiana

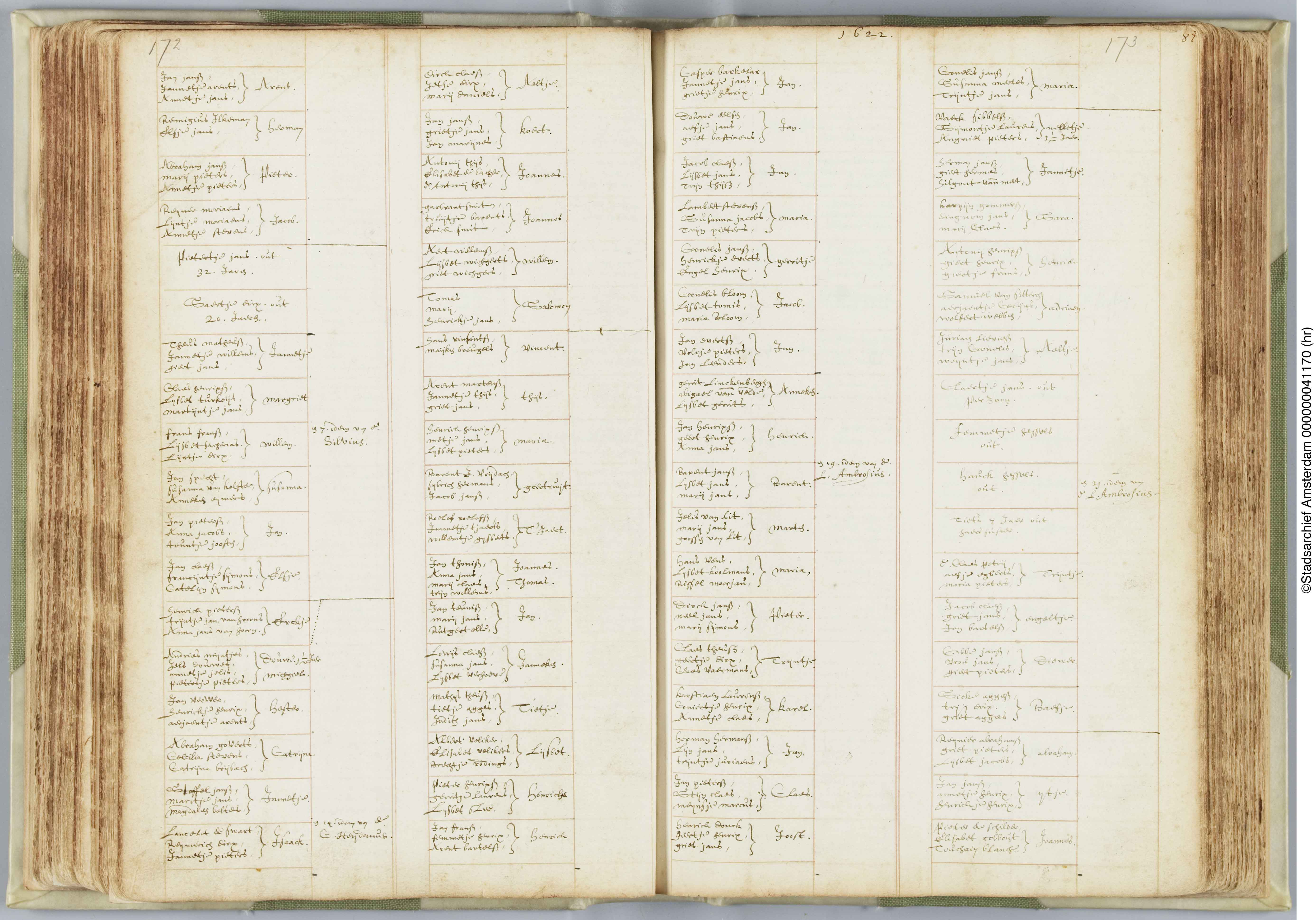
Doopregister Nieuwe Kerk A'dam (1622) -met vermelding van Thysius